# Schloss Raakow

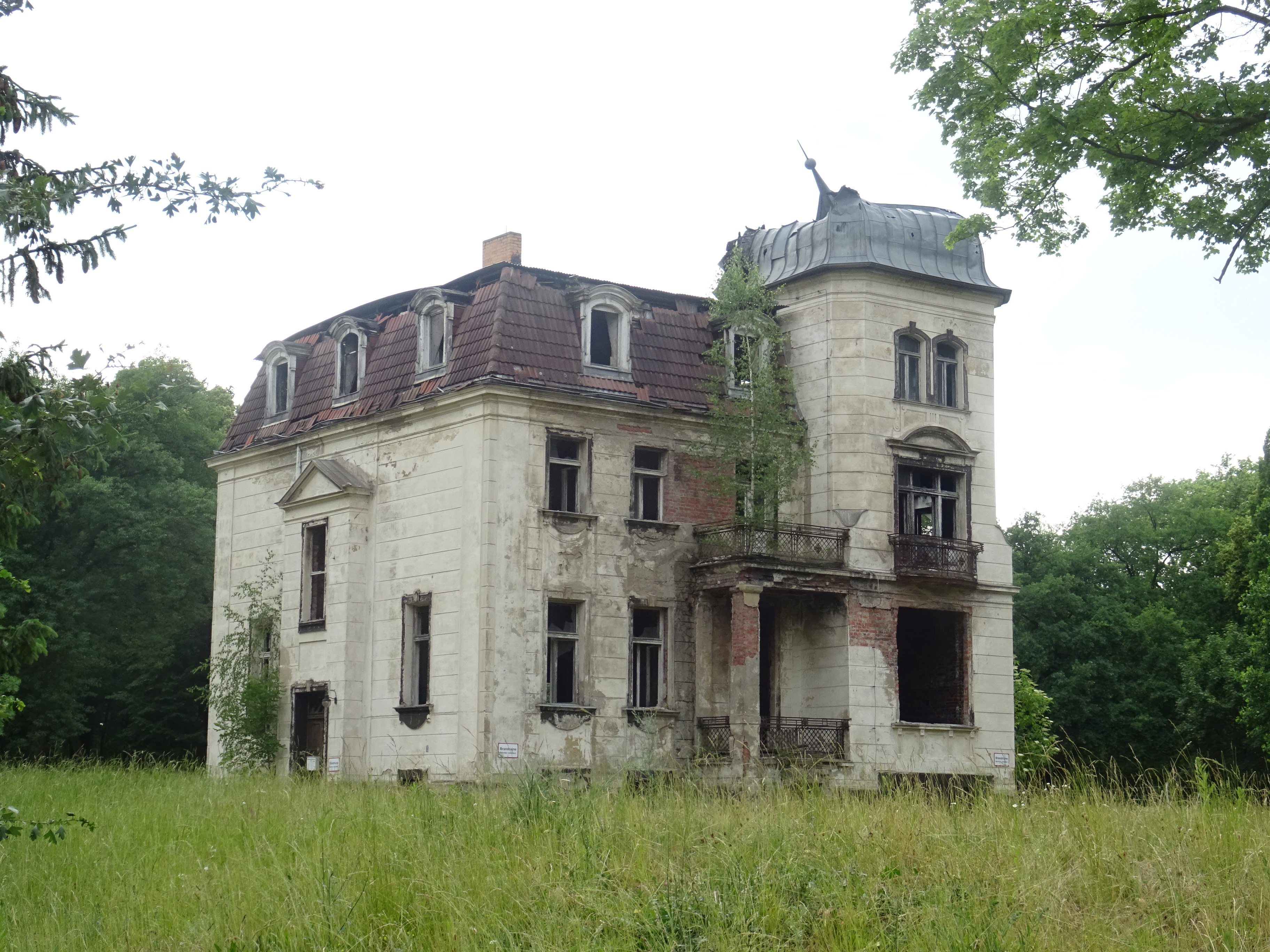
Schloss Raakow (2018)

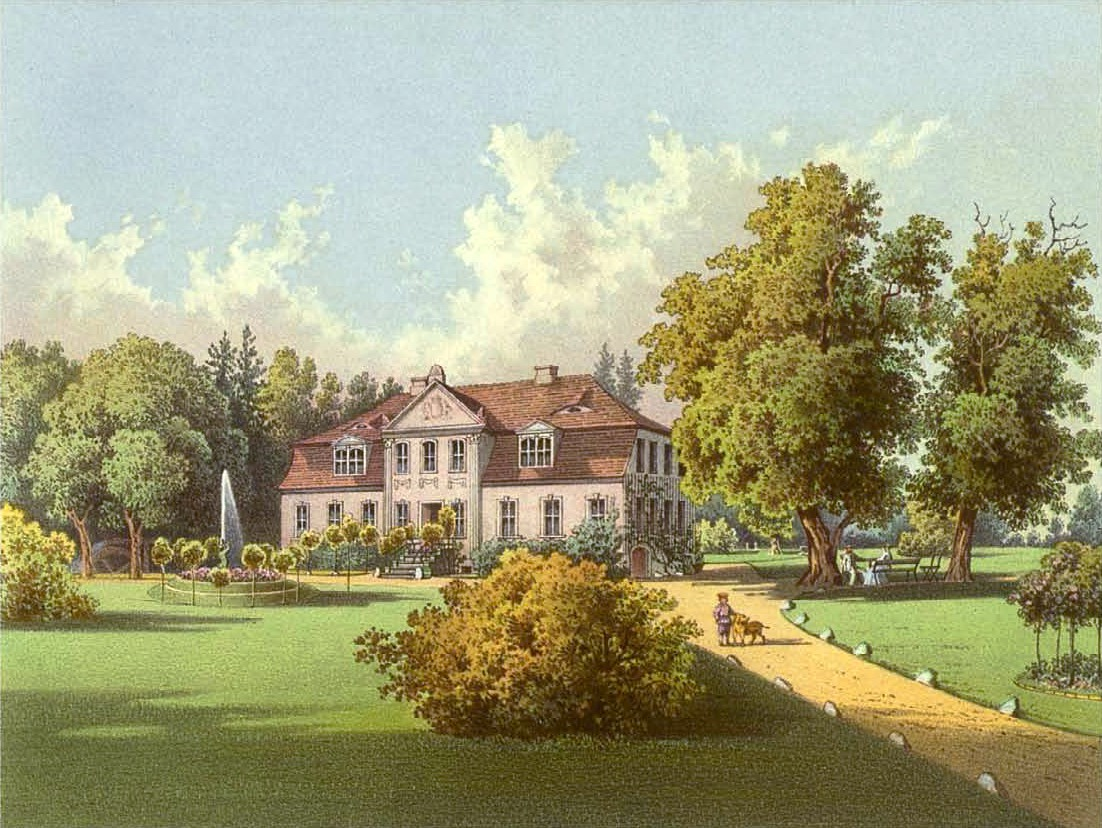
Schloss Raakow in den 1870er Jahren, Gemälde der Sammlung Alexander Duncker

Das Schloss Raakow ist ein ehemaliges Schloss in Raakow, einer zur Stadt Drebkau gehörenden Ortschaft im Landkreis Spree-Neiße in Brandenburg. Das Gebäude ist ein eingetragenes Baudenkmal in der Denkmalliste des Landes Brandenburg. Am 1. Oktober 2009 wurde das Schloss Raakow durch einen Brand zerstört, der größte Teil des Gebäudes wurde 2013 abgerissen.

## Geschichte
Ein Schloss in Raakow ist seit spätestens 1468 urkundlich belegbar, der Vorgängerbau des heute erhaltenen Gebäudes brannte im Jahr 1694 nieder. Das neue Schloss in Raakow wurde in der zweiten Hälfte des 18. Jahrhunderts für die Familie von Loeben gebaut. Nach mehrfachem Besitzerwechsel kam das Gut im Jahr 1866 in den Besitz der Familie von Wartensleben. Zum Ende des 19. Jahrhunderts erfolgte ein umfassender Umbau des kleinen Herrenhauses. Dabei wurden ein Nord- und ein Südflügel angebaut.
Bei der Bodenreform in der Sowjetischen Besatzungszone nach dem Zweiten Weltkrieg wurde die Familie von Wartensleben enteignet. Das Schloss wurde danach zunächst vom Roten Kreuz genutzt und später an die Freie Deutsche Jugend übergeben, die das Schloss bis zur Wende als Bezirksschule nutzte. Vor 2008 wurde das Schloss von einer Familie aus Drebkau gekauft, die den nördlichen Anbau mit seinem Turm sanieren ließ und plante, das Gebäude zu einem Altenheim umzubauen. Am 1. Oktober 2009 brach ein Brand im Schloss Raakow aus, bei dem der Dachstuhl des Hauptgebäudes einstürzte. Das Schloss war nach dem Brand akut einsturzgefährdet und wurde im Jahr 2013 bis auf den Nordflügel abgerissen. Seit 2019 entsteht im Raakower Gutspark die ursprünglich geplante Anlage für altersgerechtes Wohnen.

## Architektur
Das Schloss Raakow war ein spätbarockes Bauwerk aus verputztem Mauerwerk mit neun zu vier Achsen und einem Mansardwalmdach. Das Herrenhaus hatte einen dreiachsigen Mittelrisalit mit Pilastern, einem Dreiecksgiebel und einer vorgelagerten Freitreppe. Die Fenster im Erdgeschoss waren rechteckig mit hervorgehobener Rahmung und Schlusssteinen, im oberen Geschoss des Mittelrisaliten waren die Fenster segmentbogig. Bei der Erweiterung Ende des 19. Jahrhunderts ging die ursprüngliche Gestaltung durch Anbauten an den Schmalseiten teilweise verloren. Der dabei angebaute erhaltene Ostflügel hat an der Nordseite einen Turm mit abgeschrägten Ecken und eine Schweifhaube, deren Spitze bei dem Brand geschmolzen ist.